# Trent Grimsey
Trent Grimsey (Australia, 4 de mayo de 1988) es un nadador australiano especializado en pruebas de larga distancia en aguas abiertas, donde consiguió ser subcampeón mundial en 2009 en los 25 kilómetros en aguas abiertas.

## Carrera deportiva
En el Campeonato Mundial de Natación de 2009 celebrado en Shanghái (China), ganó la medalla de plata en los 5 kilómetros en aguas abiertas, con un tiempo de 5:26:50 segundos, tras el italiano Valerio Cleri y por delante del ruso Vladimir Dyatchin (bronce con 5:29:29 segundos).